# Гілліс (Луїзіана)
Гілліс (англ. Gillis) — переписна місцевість (CDP) в США, в окрузі Калкасьє штату Луїзіана. Населення — 800 осіб (2020).

## Географія
Гілліс розташований за координатами 30°22′37″ пн. ш. 93°11′59″ зх. д. / 30.37694° пн. ш. 93.19972° зх. д. (30.376907, -93.199843).  За даними Бюро перепису населення США в 2010 році переписна місцевість мала площу 4,31 км², уся площа — суходіл.

## Демографія
Згідно з переписом 2010 року, у переписній місцевості мешкало 657 осіб у 245 домогосподарствах у складі 170 родин. Густота населення становила 153 особи/км².  Було 334 помешкання (78/км²).
Расовий склад населення:
| - 86,9 % — білих - 9,4 % — чорних або афроамериканців - 0,9 % — корінних американців - 0,6 % — азіатів |

До двох чи більше рас належало 1,5 %. Частка іспаномовних становила 2,6 % від усіх жителів.
За віковим діапазоном населення розподілялося таким чином: 31,4 % — особи молодші 18 років, 62,2 % — особи у віці 18—64 років, 6,4 % — особи у віці 65 років та старші. Медіана віку мешканця становила 31,5 року. На 100 осіб жіночої статі у переписній місцевості припадало 106,6 чоловіків;  на 100 жінок у віці від 18 років та старших — 97,8 чоловіків також старших 18 років.
Середній дохід на одне домашнє господарство  становив 37 267 доларів США (медіана — 43 862), а середній дохід на одну сім'ю — 38 471 долар (медіана — 43 884). За межею бідності перебувало 10,3 % осіб, у тому числі 20,3 % дітей у віці до 18 років та 0,0 % осіб у віці 65 років та старших.
Цивільне працевлаштоване населення становило 175 осіб. Основні галузі зайнятості: освіта, охорона здоров'я та соціальна допомога — 40,6 %, роздрібна торгівля — 32,0 %, транспорт — 9,1 %, виробництво — 9,1 %.